# Campeonato Ecuatoriano de Fútbol Serie B 1992
El Campeonato Ecuatoriano de Fútbol Serie B 1992, conocido oficialmente como «Campeonato Nacional de Fútbol Serie B 1992», fue la 27.ª y 28.ª edición del Campeonato nacional de fútbol profesional en Ecuador si se cuentan como torneos cortos y 15.ª en años. El torneo fue organizado por la Federación Ecuatoriana de Fútbol y contó con la participación de ocho clubes de fútbol, además este fue la última temporada en la cual las etapas tanto como en la primera como en la segunda se las consideraron como torneos cortos. En este torneo tuvo su retorno del cuadro de la Liga de Portoviejo que logró el ascenso a mitad de año para jugar en la Segunda etapa del Campeonato Ecuatoriano de Fútbol 1992 y el debut el cuadro del Santos que en su primera temporada hizo su buena participación durante el torneo Clausura más conocida como la segunda etapa y coronarse campeón de la misma en la Serie B y logró el ascenso a final de la temporada para jugar en el Campeonato Ecuatoriano de Fútbol 1993.
La Liga de Portoviejo obtuvo su cuarto título de la Serie B en la Primera etapa, mientras que el cuadro del Santos obtuvo por 1ª vez el título de la Serie B en la Segunda etapa.

## Sistema de juego
Primera etapa
Se jugó con 8 equipos en encuentros de ida y vuelta en un total de 14 fechas de las cuales el equipo con mayor cantidad de puntos sería considerado como campeón de la primera etapa de la Serie B y jugaría la segunda mitad del año en la 2ª etapa del Campeonato Ecuatoriano de Fútbol 1992.
Segunda etapa
Se jugó con 8 equipos en encuentros de ida y vuelta en un total de 14 fechas de las cuales el equipo con mayor cantidad de puntos sería considerado como campeón de la segunda etapa de la Serie B y jugaría en el Campeonato Ecuatoriano de Fútbol 1993, mientras que en para el descenso sería de la siguiente manera; el primer equipo que descienda sería para aquel equipo que tenga el menor puntaje entre ambas Etapas, mientras que el segundo equipo que descienda se jugó los juegos de promoción entre los dos equipos que hayan terminado antepenúltimo y penúltimo puesto de los equipos que jugaron en los dos torneos en la tabla acumulada descartando a los equipos que hayan ascendido y jugado en el 2° torneo y ocupen los dos últimos puestos de la tabla antes mencionada.

## Primera etapa

### Relevo semestral de clubes
| Pos. | de la Segunda etapa de la Serie A |
| ---- | --------------------------------- |
| 1º   | Juvenil                           |

| Pos. | de la Segunda etapa de la Serie B |
| ---- | --------------------------------- |
| 1º   | Aucas                             |

| Pos.  | de la Serie B     |
| ----- | ----------------- |
| 1º    | Audaz Octubrino   |
| Prom. | Deportivo Quevedo |

| Pos. | de la Segunda Categoría |
| ---- | ----------------------- |
| 1º   | 2 de Marzo              |
| 2º   | Santos                  |

### Equipos participantes
| Equipo             | Ciudad                                                                    | Provincia  |
| ------------------ | ------------------------------------------------------------------------- | ---------- |
| Calvi              | Guayaquil                                                                 | Guayas     |
| Espoli             | Quito                                                                     | Pichincha  |
| Juvenil            | [[Archivo:\|20x20px\|border\|Bandera de Esmeraldas (Ecuador)]] Esmeraldas | Esmeraldas |
| Liga de Loja       | [[Archivo:\|20x20px\|border\|Bandera de Loja (Ecuador)]] Loja             | Loja       |
| Liga de Portoviejo | Portoviejo                                                                | Manabí     |
| Macará             | Ambato                                                                    | Tungurahua |
| Santos             | El Guabo / Pasaje / Machala                                               | El Oro     |
| 2 de Marzo         | Atuntaqui                                                                 | Imbabura   |

### Equipos por ubicación geográfica
| Provincia  | N.º | Equipos              |
| ---------- | --- | -------------------- |
| El Oro     | 1   | - Santos             |
| Esmeraldas | 1   | - Juvenil            |
| Guayas     | 1   | - Calvi              |
| Imbabura   | 1   | - 2 de Marzo         |
| Loja       | 1   | - Liga de Loja       |
| Manabí     | 1   | - Liga de Portoviejo |
| Pichincha  | 1   | - Espoli             |
| Tungurahua | 1   | - Macará             |

|  |

### Partidos y resultados
| Fecha 1      | Fecha 1   | Fecha 1            |
| Equipo Local | Resultado | Equipo Visitante   |
| ------------ | --------- | ------------------ |
| Santos       | 3 - 1     | Espoli             |
| Juvenil      | 1 - 0     | Liga de Portoviejo |
| Macará       | 0 - 1     | Calvi              |
| 2 de Marzo   | 1 - 0     | Liga de Loja       |

| Fecha 2            | Fecha 2   | Fecha 2          |
| Equipo Local       | Resultado | Equipo Visitante |
| ------------------ | --------- | ---------------- |
| Calvi              | 4 - 0     | 2 de Marzo       |
| Liga de Portoviejo | 4 - 0     | Macará           |
| Liga de Loja       | 3 - 2     | Santos           |
| Espoli             | 3 - 0     | Juvenil          |

| Fecha 3      | Fecha 3   | Fecha 3            |
| Equipo Local | Resultado | Equipo Visitante   |
| ------------ | --------- | ------------------ |
| Calvi        | 1 - 1     | Santos             |
| Juvenil      | 2 - 0     | Liga de Loja       |
| Macará       | 1 - 1     | Espoli             |
| 2 de Marzo   | 0 - 1     | Liga de Portoviejo |

| Fecha 4            | Fecha 4   | Fecha 4          |
| Equipo Local       | Resultado | Equipo Visitante |
| ------------------ | --------- | ---------------- |
| Santos             | 2 - 1     | 2 de Marzo       |
| Liga de Portoviejo | 1 - 0     | Liga de Loja     |
| Juvenil            | 0 - 0     | Macará           |
| Espoli             | 1 - 0     | Calvi            |

| Fecha 5            | Fecha 5   | Fecha 5          |
| Equipo Local       | Resultado | Equipo Visitante |
| ------------------ | --------- | ---------------- |
| Santos             | 1 - 0     | Juvenil          |
| Liga de Portoviejo | 2 - 1     | Espoli           |
| Liga de Loja       | 0 - 0     | Calvi            |
| Macará             | 1 - 0     | 2 de Marzo       |

| Fecha 6      | Fecha 6   | Fecha 6            |
| Equipo Local | Resultado | Equipo Visitante   |
| ------------ | --------- | ------------------ |
| Calvi        | 0 - 0     | Liga de Portoviejo |
| Macará       | 0 - 0     | Santos             |
| 2 de Marzo   | 1 - 1     | Juvenil            |
| Espoli       | 1 - 0     | Liga de Loja       |

| Fecha 7      | Fecha 7   | Fecha 7            |
| Equipo Local | Resultado | Equipo Visitante   |
| ------------ | --------- | ------------------ |
| Santos       | 0 - 0     | Liga de Portoviejo |
| Juvenil      | 0 - 1     | Calvi              |
| Liga de Loja | 2 - 0     | Macará             |
| Espoli       | 2 - 1     | 2 de Marzo         |

| Fecha 8            | Fecha 8   | Fecha 8          |
| Equipo Local       | Resultado | Equipo Visitante |
| ------------------ | --------- | ---------------- |
| Calvi              | 3 - 1     | Macará           |
| Liga de Portoviejo | 4 - 2     | Juvenil          |
| Liga de Loja       | 1 - 0     | 2 de Marzo       |
| Espoli             | 4 - 1     | Santos           |

| Fecha 9      | Fecha 9   | Fecha 9            |
| Equipo Local | Resultado | Equipo Visitante   |
| ------------ | --------- | ------------------ |
| Santos       | 1 - 1     | Liga de Loja       |
| Juvenil      | 1 - 1     | Espoli             |
| Macará       | 1 - 1     | Liga de Portoviejo |
| 2 de Marzo   | 2 - 0     | Calvi              |

| Fecha 10           | Fecha 10  | Fecha 10         |
| Equipo Local       | Resultado | Equipo Visitante |
| ------------------ | --------- | ---------------- |
| Santos             | 2 - 0     | Calvi            |
| Liga de Portoviejo | 3 - 0     | 2 de Marzo       |
| Liga de Loja       | 0 - 0     | Juvenil          |
| Espoli             | 1 - 0     | Macará           |

| Fecha 11     | Fecha 11  | Fecha 11           |
| Equipo Local | Resultado | Equipo Visitante   |
| ------------ | --------- | ------------------ |
| Calvi        | 1 - 0     | Espoli             |
| Liga de Loja | 3 - 0     | Liga de Portoviejo |
| Macará       | 3 - 2     | Juvenil            |
| 2 de Marzo   | 1 - 0     | Santos             |

| Fecha 12     | Fecha 12  | Fecha 12           |
| Equipo Local | Resultado | Equipo Visitante   |
| ------------ | --------- | ------------------ |
| Calvi        | 0 - 0     | Liga de Loja       |
| Juvenil      | 2 - 1     | Santos             |
| 2 de Marzo   | 3 - 2     | Macará             |
| Espoli       | 4 - 1     | Liga de Portoviejo |

| Fecha 13           | Fecha 13  | Fecha 13         |
| Equipo Local       | Resultado | Equipo Visitante |
| ------------------ | --------- | ---------------- |
| Santos             | 4 - 0     | Macará           |
| Liga de Portoviejo | 2 - 0     | Calvi            |
| Juvenil            | 0 - 0     | 2 de Marzo       |
| Liga de Loja       | 0 - 0     | Espoli           |

| Fecha 14           | Fecha 14  | Fecha 14         |
| Equipo Local       | Resultado | Equipo Visitante |
| ------------------ | --------- | ---------------- |
| Calvi              | 1 - 1     | Juvenil          |
| Liga de Portoviejo | 4 - 1     | Santos           |
| Macará             | 4 - 1     | Liga de Loja     |
| 2 de Marzo         | 0 - 0     | Espoli           |

### Tabla de posiciones
|  |  |    | Equipo             | PJ | PG | PE | PP | GF | GC | DG  | PTS |
|  |  | -- | ------------------ | -- | -- | -- | -- | -- | -- | --- | --- |
|  |  | 1. | Liga de Portoviejo | 14 | 8  | 3  | 3  | 23 | 13 | +10 | 19  |
|  |  | 2. | Espoli             | 14 | 7  | 4  | 3  | 20 | 11 | +9  | 18  |
|  |  | 3. | Calvi              | 14 | 5  | 5  | 4  | 12 | 10 | +2  | 15  |
|  |  | 4. | Liga de Loja       | 14 | 5  | 5  | 4  | 12 | 11 | +1  | 15  |
|  |  | 5. | Santos             | 14 | 5  | 4  | 5  | 19 | 18 | +1  | 14  |
|  |  | 6. | Juvenil            | 14 | 3  | 6  | 5  | 12 | 16 | -4  | 12  |
|  |  | 7. | Macará             | 14 | 3  | 4  | 7  | 13 | 19 | -6  | 10  |
|  |  | 8. | 2 de Marzo         | 14 | 3  | 3  | 8  | 9  | 17 | -8  | 9   |

PJ = Partidos jugados; PG = Partidos ganados; PE = Partidos empatados; PP = Partidos perdidos; GF = Goles a favor; GC = Goles en contra; DG = Diferencia de gol; PTS = Puntos
|  | Campeón, ascendió a la Segunda etapa de la Serie A 1992. |

### Campeón
| |
| Liga Deportiva Universitaria de Portoviejo 4.° título Ascendió a la Segunda etapa de la Serie A 1992 |

## Segunda etapa

### Relevo semestral de clubes
| Pos. | de la Primera etapa de la Serie A |
| ---- | --------------------------------- |
| 12º  | Universidad Católica              |

| Pos. | de la Primera etapa de la Serie B |
| ---- | --------------------------------- |
| 1º   | Liga de Portoviejo                |

### Equipos participantes
| Equipo               | Ciudad                                                                    | Provincia  |
| -------------------- | ------------------------------------------------------------------------- | ---------- |
| Calvi                | Guayaquil                                                                 | Guayas     |
| Espoli               | Quito                                                                     | Pichincha  |
| Juvenil              | [[Archivo:\|20x20px\|border\|Bandera de Esmeraldas (Ecuador)]] Esmeraldas | Esmeraldas |
| Liga de Loja         | [[Archivo:\|20x20px\|border\|Bandera de Loja (Ecuador)]] Loja             | Loja       |
| Macará               | Ambato                                                                    | Tungurahua |
| Santos               | El Guabo / Pasaje / Machala                                               | El Oro     |
| Universidad Católica | Quito                                                                     | Pichincha  |
| 2 de Marzo           | Atuntaqui                                                                 | Imbabura   |

### Equipos por ubicación geográfica
| Provincia  | N.º | Equipos                         |
| ---------- | --- | ------------------------------- |
| Pichincha  | 2   | - Espoli - Universidad Católica |
| El Oro     | 1   | - Santos                        |
| Esmeraldas | 1   | - Juvenil                       |
| Guayas     | 1   | - Calvi                         |
| Imbabura   | 1   | - 2 de Marzo                    |
| Loja       | 1   | - Liga de Loja                  |
| Tungurahua | 1   | - Macará                        |

|  |

### Partidos y resultados
| Fecha 1              | Fecha 1   | Fecha 1          |
| Equipo Local         | Resultado | Equipo Visitante |
| -------------------- | --------- | ---------------- |
| Santos               | 2 - 0     | Espoli           |
| Juvenil              | 1 - 3     | Calvi            |
| Liga de Loja         | 0 - 0     | 2 de Marzo       |
| Universidad Católica | 2 - 2     | Macará           |

| Fecha 2      | Fecha 2   | Fecha 2              |
| Equipo Local | Resultado | Equipo Visitante     |
| ------------ | --------- | -------------------- |
| Calvi        | 0 - 1     | Santos               |
| Macará       | 2 - 2     | Juvenil              |
| 2 de Marzo   | 0 - 0     | Universidad Católica |
| Espoli       | 1 - 1     | Liga de Loja         |

| Fecha 3              | Fecha 3   | Fecha 3          |
| Equipo Local         | Resultado | Equipo Visitante |
| -------------------- | --------- | ---------------- |
| Santos               | 6 - 1     | Macará           |
| Juvenil              | 1 - 1     | 2 de Marzo       |
| Liga de Loja         | 0 - 0     | Calvi            |
| Universidad Católica | 0 - 2     | Espoli           |

| Fecha 4              | Fecha 4   | Fecha 4          |
| Equipo Local         | Resultado | Equipo Visitante |
| -------------------- | --------- | ---------------- |
| Calvi                | 1 - 0     | Espoli           |
| Macará               | 0 - 1     | Liga de Loja     |
| 2 de Marzo           | 2 - 0     | Santos           |
| Universidad Católica | 4 - 0     | Juvenil          |

| Fecha 5      | Fecha 5   | Fecha 5              |
| Equipo Local | Resultado | Equipo Visitante     |
| ------------ | --------- | -------------------- |
| Calvi        | 2 - 0     | Macará               |
| Santos       | 4 - 1     | Universidad Católica |
| Juvenil      | 0 - 1     | Liga de Loja         |
| Espoli       | 3 - 0     | 2 de Marzo           |

| Fecha 6              | Fecha 6   | Fecha 6          |
| Equipo Local         | Resultado | Equipo Visitante |
| -------------------- | --------- | ---------------- |
| Juvenil              | 4 - 2     | Espoli           |
| Liga de Loja         | 0 - 1     | Santos           |
| Macará               | 2 - 1     | 2 de Marzo       |
| Universidad Católica | 1 - 1     | Calvi            |

| Fecha 7      | Fecha 7   | Fecha 7              |
| Equipo Local | Resultado | Equipo Visitante     |
| ------------ | --------- | -------------------- |
| Santos       | 1 - 0     | Juvenil              |
| Liga de Loja | 1 - 0     | Universidad Católica |
| 2 de Marzo   | 2 - 1     | Calvi                |
| Espoli       | 6 - 0     | Macará               |

| Fecha 8      | Fecha 8   | Fecha 8              |
| Equipo Local | Resultado | Equipo Visitante     |
| ------------ | --------- | -------------------- |
| Calvi        | 3 - 1     | Juvenil              |
| Macará       | 4 - 1     | Universidad Católica |
| 2 de Marzo   | 0 - 0     | Liga de Loja         |
| Espoli       | 2 - 2     | Santos               |

| Fecha 9              | Fecha 9   | Fecha 9          |
| Equipo Local         | Resultado | Equipo Visitante |
| -------------------- | --------- | ---------------- |
| Santos               | 3 - 0     | Calvi            |
| Juvenil              | 2 - 0     | Macará           |
| Liga de Loja         | 1 - 0     | Espoli           |
| Universidad Católica | 3 - 0     | 2 de Marzo       |

| Fecha 10     | Fecha 10  | Fecha 10             |
| Equipo Local | Resultado | Equipo Visitante     |
| ------------ | --------- | -------------------- |
| Calvi        | 3 - 1     | Liga de Loja         |
| Macará       | 2 - 1     | Santos               |
| 2 de Marzo   | 5 - 1     | Juvenil              |
| Espoli       | 0 - 0     | Universidad Católica |

| Fecha 11     | Fecha 11  | Fecha 11             |
| Equipo Local | Resultado | Equipo Visitante     |
| ------------ | --------- | -------------------- |
| Santos       | 1 - 0     | 2 de Marzo           |
| Juvenil      | 1 - 3     | Universidad Católica |
| Liga de Loja | 4 - 0     | Macará               |
| Espoli       | 1 - 2     | Calvi                |

| Fecha 12             | Fecha 12  | Fecha 12         |
| Equipo Local         | Resultado | Equipo Visitante |
| -------------------- | --------- | ---------------- |
| Liga de Loja         | 1 - 1     | Juvenil          |
| Macará               | 2 - 0     | Calvi            |
| 2 de Marzo           | 0 - 0     | Espoli           |
| Universidad Católica | 1 - 2     | Santos           |

| Fecha 13     | Fecha 13  | Fecha 13             |
| Equipo Local | Resultado | Equipo Visitante     |
| ------------ | --------- | -------------------- |
| Santos       | 1 - 0     | Liga de Loja         |
| Calvi        | 2 - 0     | Universidad Católica |
| 2 de Marzo   | 3 - 1     | Macará               |
| Espoli       | 5 - 1     | Juvenil              |

| Fecha 14             | Fecha 14  | Fecha 14         |
| Equipo Local         | Resultado | Equipo Visitante |
| -------------------- | --------- | ---------------- |
| Calvi                | 5 - 1     | 2 de Marzo       |
| Juvenil              | 3 - 3     | Santos           |
| Macará               | 0 - 3     | Espoli           |
| Universidad Católica | 1 - 1     | Liga de Loja     |

### Tabla de posiciones
|  |  |    | Equipo               | PJ | PG | PE | PP | GF | GC | DG  | PTS |
|  |  | -- | -------------------- | -- | -- | -- | -- | -- | -- | --- | --- |
|  |  | 1. | Santos               | 14 | 10 | 2  | 2  | 28 | 12 | +16 | 22  |
|  |  | 2. | Calvi                | 14 | 8  | 2  | 4  | 23 | 14 | +9  | 18  |
|  |  | 3. | Liga de Loja         | 14 | 5  | 6  | 3  | 12 | 8  | +4  | 16  |
|  |  | 4. | Espoli               | 14 | 6  | 3  | 5  | 35 | 14 | +21 | 15  |
|  |  | 5. | 2 de Marzo           | 14 | 4  | 5  | 5  | 15 | 18 | -3  | 13  |
|  |  | 6. | Universidad Católica | 14 | 3  | 4  | 7  | 18 | 30 | -12 | 10  |
|  |  | 7. | Macará               | 14 | 4  | 2  | 8  | 16 | 34 | -18 | 10  |
|  |  | 8. | Juvenil              | 14 | 2  | 4  | 4  | 18 | 32 | -14 | 9   |

 Pts=Puntos; PJ=Partidos jugados; G=Partidos ganados; E=Partidos empatados; P=Partidos perdidos; GF=Goles a favor; GC=Goles en contra; Dif=Diferencia de gol
|  | Campeón, ascendió a la Serie A 1993. |

### Campeón
|                                                           |
| Santos Fútbol Club 1.er título Ascendió a la Serie A 1993 |

## Tabla acumulada
|  |  |    | Equipo               | PJ | PG | PE | PP | GF | GC | DG  | PTS |
|  |  | -- | -------------------- | -- | -- | -- | -- | -- | -- | --- | --- |
|  |  | 1. | Santos               | 28 | 15 | 6  | 7  | 47 | 30 | +17 | 36  |
|  |  | 2. | Espoli               | 28 | 13 | 7  | 8  | 55 | 25 | +30 | 33  |
|  |  | 3. | Calvi                | 28 | 13 | 7  | 8  | 35 | 24 | +11 | 33  |
|  |  | 4. | Liga de Loja         | 28 | 10 | 11 | 7  | 24 | 19 | +5  | 31  |
|  |  | 5. | 2 de Marzo           | 28 | 7  | 8  | 13 | 23 | 35 | -12 | 22  |
|  |  | 6. | Juvenil              | 28 | 5  | 10 | 13 | 30 | 48 | -18 | 20  |
|  |  | 7. | Macará               | 28 | 7  | 6  | 15 | 29 | 53 | -24 | 20  |
|  |  | 8. | Liga de Portoviejo   | 14 | 8  | 3  | 3  | 23 | 13 | +10 | 19  |
|  |  | 9. | Universidad Católica | 14 | 3  | 4  | 7  | 18 | 30 | -12 | 10  |

PJ = Partidos jugados; PG = Partidos ganados; PE = Partidos empatados; PP = Partidos perdidos; GF = Goles a favor; GC = Goles en contra; DG = Diferencia de gol; PTS = Puntos
|  | Ascendieron a la Serie A como Campeones. |
|  | Disputaron los Juegos de Promoción.      |
|  | Descendió a la Segunda Categoría.        |

## Juegos de Promoción
La disputaron entre 2 de Marzo y Juvenil, ganando el equipo anteño.
| Ciudad | Equipo local | Resultado | Equipo visitante |
| --- | ------------ | --------- | ---------------- |
| Atuntaqui | 2 de Marzo   | 4 - 0     | Juvenil          |
| Esmeraldas | Juvenil      | 0 - 0     | 2 de Marzo       |
| 2 de Marzo permaneció en la Serie B al ganar los Juegos de Promoción con el marcador global de 4-0 y Juvenil descendió a la Segunda Categoría de 1993. |              |           |                  |

## Goleador
| Jugador    | Equipo | Goles |
| ---------- | ------ | ----- |
| Hugo Rivas | Santos | 14    |